# Gianpiero Palmieri
Gianpiero Palmieri (* 22. března 1966 Taranto) je italský římskokatolický duchovní a arcibiskup.

## Život
Narodil se 22. března 1966 v Tarantu.
Vstoupil do Papežského římského většího semináře. Po teologických studiích byl 19. září 1992 vysvěcen na kněze a inkardinován do diecéze Řím. Stal se vicerektorem Papežského římského nižšího semináře. Roku 1999 získal na Papežské univerzitě Gregoriana licenciát z dogmatické teologie. Působil ve farnosti Santi Simone e Giuda a Torre Angela a poté v San Frumenzio ai Prati Fiscali.
V letech 2007–2011 byl prefektem IX. prefektury diecéze. Před jmenováním biskupem byl zodpovědný za formaci kléru a sloužil ve farnosti San Gregorio Magno. Dne 18. května 2018 jej papež František jmenoval pomocným biskupem diecéze Řím a titulárním biskupem z Idassy. Biskupské svěcení přijal 24. června z rukou arcibiskupa Angela De Donatis a spolusvětiteli byli arcibiskup Luis Francisco Ladaria Ferrer a biskup Giuseppe Marciante.
Dne 19. září 2020 byl převeden do funkce viceregenta diecéze Řím s povýšením na titulárního arcibiskupa. Tuto funkci zastával do 29. října 2021 kdy se stal biskupem Ascoli Piceno s titulem osobní arcibiskup. Od května 2023 slouží jako místopředseda Italské biskupské konference.
Dne 2. května 2024 ho papež ustanovil biskupem San Benedetto del Tronto-Ripatransone-Montalto in persona episcopi se zachováním předchozího úřadu.